# Сюй Сін
Сюй Сін (спрощ.: 徐星; піньїнь: Xú Xīng; народився 1969) — палеонтолог з КНР. Займається в основному морфологією і таксономією динозаврів. Учасник багатьох палеонтологічних експедицій в КНР і інших країнах. Професор пекінського Інституту палеонтології хребетних і палеоантропології. Почесний член Лондонської Геологічної спільноти. Допоміг описати понад 70 викопних видів. Одружений, має двох синів.